# Otuho jezik
Otuho jezik (latooka, lattuka, latuka, latuko, lotuho, lotuka, lotuko, lotuxo, olotorit, otuxo; ISO 639-3: lot), nilsko-saharski jezik nilotske skupine, kojim govori 135 000 ljudi (Voegelin and Voegelin 1977) iz plemena Lotuko u južnosudanskoj državi (wilayat) Eastern Equatoria (Sharq al-'Istiwa'iyah).
Ima nekoliko dijalekata: koriok, lomya (lomia), lowudo (loudo, lauda), logotok. Logiri i lorwama možda su dijalekti jezika lango [lno] a ne otuho. S jezicima dongotono [ddd], lango [lno], lokoya [lky] i lopit [lpx] čini podskupinu lotuxo, dio šire skupine istočnonilotskih jezika. Pismo: latinica

## Vanjske poveznice
- Ethnologue (14th)
- Ethnologue (15th)